# Кубок Греції з футболу 1949—1950
Кубок Греції 1949—50 — восьмий розіграш Кубка Греції.
Фінал відбувся 28 травня 1950 на стадіоні Апостолос Ніколаїдіс (Афіни). Зустрілися команди АЕК та Аріс. АЕК виграв з рахунком 4:0.

## Чвертьфінали
| Господарі       | Результат  | Гості           |
| --------------- | ---------- | --------------- |
| Панатінаїкос    | 1-0        | Іракліс         |
| АЕК             | 2-2 (д.р.) | Аполлон Смірніс |
| Аполлон Смірніс | 0-0        | АЕК1            |
| Етнікос         | 2-1        | Паніоніос       |
| Аріс            | 3-3 (д.р.) | ПАОК            |
| ПАОК            | 1-3        | Аріс            |

1 АЕК виграв по жеребкуванню.

## Півфінали
| Господарі | Результат  | Гості        |
| --------- | ---------- | ------------ |
| Аріс      | 2-1        | Етнікос      |
| АЕК       | 1-1 (д.р.) | Панатінаїкос |
| АЕК       | 3-1        | Панатінаїкос |

## Фінал
| 28.05.1950 |

| АЕК                                          | 4:0 | Аріс |
| -------------------------------------------- | --- | ---- |
| Maropoulos 6' Goulios 45' Koundouris 63' 67' |     |      |

| Апостолос Ніколаїдіс, Афіни Арбітр: Sotiris Asprogerakas |